# Euvic
Grupa Euvic – jedna z największych, polskich technologicznych grup kapitałowych. Oferuje usługi z zakresu IT, w tym m.in. projektowanie i wdrażanie oprogramowania, outsourcing IT, usługi chmurowe, integracje systemów, audyty bezpieczeństwa oraz doradztwo IT.
Opiera swoją działalność na sześciu filarach: software development, body/team leasing, IT infrastructure, innovations, digital i commerce transformation. Od 2020 r. Euvic realizuje założenia strategii Integrator 2.0, rozszerzając zakres świadczonych usług. Od 2021 r. aktywnie oferuje również usługi AI poprzez spółke z grupy stermedia.ai.
Firma działa w Polsce oraz zagranicą, m.in. w Niemczech, Szwecji, Finlandii, Austrii, Szwajcarii, Holandii, Wielkiej Brytanii i USA, ma też biuro w Zjednoczonych Emiratach Arabskich. W 2021 r. sumaryczne przychody spółek należących do Grupy Euvic wyniosły 1,06 mld zł. 
W październiku 2022 r. Euvic przedstawił główne założenia nowej strategii „Euvic 2030”. Grupa zakłada dalszy wzrost przez akwizycje, ekspansję zagraniczną i dalszą konsolidację rynku, a w perspektywie kolejnych 7 lat osiągnięcie przychodów na poziomie 4 mld zł. Za 84% tego wyniku odpowiada 12 największych spółek Grupy.
Euvic, początkowo działający jako spółka z ograniczoną odpowiedzialnością, w związku z planami debiutu na Giełdzie Papierów Wartościowych w Warszawie, w 2022 r. zakończył zmianę tożsamości prawnej na spółkę akcyjną.
Firma angażuje się również w działalność charytatywną. Jest mecenasem fundacji The Good People oraz wraz z Fundacją Biegamy z sercem wspiera Chorzowskie Centrum Pediatrii i Onkologii.

## Historia
Grupa powstała w 2005 roku na bazie software house’u, w ciągu kilkunastu lat rozrastając się w federację firm informatycznych. Grupa systematycznie inwestuje w kolejne spółki.
Założycielem i jednym z głównych udziałowców oraz prezesem Euvic S.A. jest Wojciech Wolny, absolwent Politechniki Śląskiej. Wolny to ekspert w dziedzinie sprzedaży i zarządzania, laureat konkursu Przedsiębiorca Roku organizowanego przez EY.